# هورزلگاو
هورزلگاو (به آلمانی: Hörselgau) یک منطقهٔ مسکونی در آلمان است که در هورزل (تورینگن) واقع شده‌است. هورزلگاو ۱٬۲۰۳ نفر جمعیت دارد.